# Dreams on Toast
Dreams on Toast è l'ottavo album in studio del gruppo hard rock britannico The Darkness. È stato pubblicato il 28 marzo 2025 tramite Cooking Vinyl.

## Tracce
1. Rock and Roll Party Cowboy – 4:27
2. I Hate Myself – 3:15
3. Hot on My Tail – 3:23
4. Mortal Dread – 3:29
5. Don't Need Sunshine – 3:01
6. The Longest Kiss – 2:49
7. The Battle for Gadget Land – 3:32
8. Cold Hearted Woman – 3:10
9. Walking Through Fire – 2:54
10. Weekend in Rome – 3:03